# شابایوو
شابایوو (انگلیسی: Shabayevo) یک شهرک در شهرستان بورایفسکی باشقیرستان کشور روسیه است.